# São Paio de Merelim
A São Paio de Merelim é uma localidade portuguesa do Município de Braga que foi sede da extinta Freguesia de São Paio de Merelim ou de Merelim (São Paio), freguesia que tinha 2,15 km² de área e 2 451 habitantes (2011), e, por isso, uma densidade populacional de 1 140 hab/km².
A Freguesia de Merelim (São Paio) foi extinta em 2013, no âmbito de uma reforma administrativa nacional, tendo sido agregada às freguesias de Panoias e Parada de Tibães para formar uma nova freguesia denominada União das Freguesias de Merelim (São Paio), Panóias e Parada de Tibães.

## História
Até 1855 pertenceu ao concelho de Prado, altura em que este foi extinto e a freguesia passou para o concelho (atual município) de Braga.

## População
| População da freguesia de Merelim (São Paio) (1864 – 2011) | População da freguesia de Merelim (São Paio) (1864 – 2011) | População da freguesia de Merelim (São Paio) (1864 – 2011) | População da freguesia de Merelim (São Paio) (1864 – 2011) | População da freguesia de Merelim (São Paio) (1864 – 2011) | População da freguesia de Merelim (São Paio) (1864 – 2011) | População da freguesia de Merelim (São Paio) (1864 – 2011) | População da freguesia de Merelim (São Paio) (1864 – 2011) | População da freguesia de Merelim (São Paio) (1864 – 2011) | População da freguesia de Merelim (São Paio) (1864 – 2011) | População da freguesia de Merelim (São Paio) (1864 – 2011) | População da freguesia de Merelim (São Paio) (1864 – 2011) | População da freguesia de Merelim (São Paio) (1864 – 2011) | População da freguesia de Merelim (São Paio) (1864 – 2011) | População da freguesia de Merelim (São Paio) (1864 – 2011) |
| ---------------------------------------------------------- | ---------------------------------------------------------- | ---------------------------------------------------------- | ---------------------------------------------------------- | ---------------------------------------------------------- | ---------------------------------------------------------- | ---------------------------------------------------------- | ---------------------------------------------------------- | ---------------------------------------------------------- | ---------------------------------------------------------- | ---------------------------------------------------------- | ---------------------------------------------------------- | ---------------------------------------------------------- | ---------------------------------------------------------- | ---------------------------------------------------------- |
| 1864                                                       | 1878                                                       | 1890                                                       | 1900                                                       | 1911                                                       | 1920                                                       | 1930                                                       | 1940                                                       | 1950                                                       | 1960                                                       | 1970                                                       | 1981                                                       | 1991                                                       | 2001                                                       | 2011                                                       |
| 919                                                        | 972                                                        | 1 059                                                      | 1 138                                                      | 1 180                                                      | 1 101                                                      | 1 220                                                      | 1 514                                                      | 1 771                                                      | 1 910                                                      | 2 189                                                      | 2 384                                                      | 2 291                                                      | 2 365                                                      | 2 451                                                      |

## População e Interesses
Como aldeia simples, São Paio de Merelim é habitado por gente simples. São poucos os habitantes da aldeia, como já foi referido no cabeçalho acima, e também é pouco o espaço que cerca esta pacata localidade. As actividades baseiam-se no trabalho e no convívio em cafés, onde geralmente os homens se reúnem para conversar ou para assistir a encontros de futebol.
Os jovens costumam divertir-se praticando desporto ou conversando.

### Associação Social de Merelim São Paio
A Associação Social de Merelim São Paio é uma associação de caridade sem fins lucrativos presidida por Rui Barbosa e que se destina a apresentar diversas actividades junto da população (adere gente de todas as idades, na maioria idosos). É a maior promotora de eventos em São Paio de Merelim e organiza frequentemente feiras ou jantares colectivos.

### Locais Relevantes

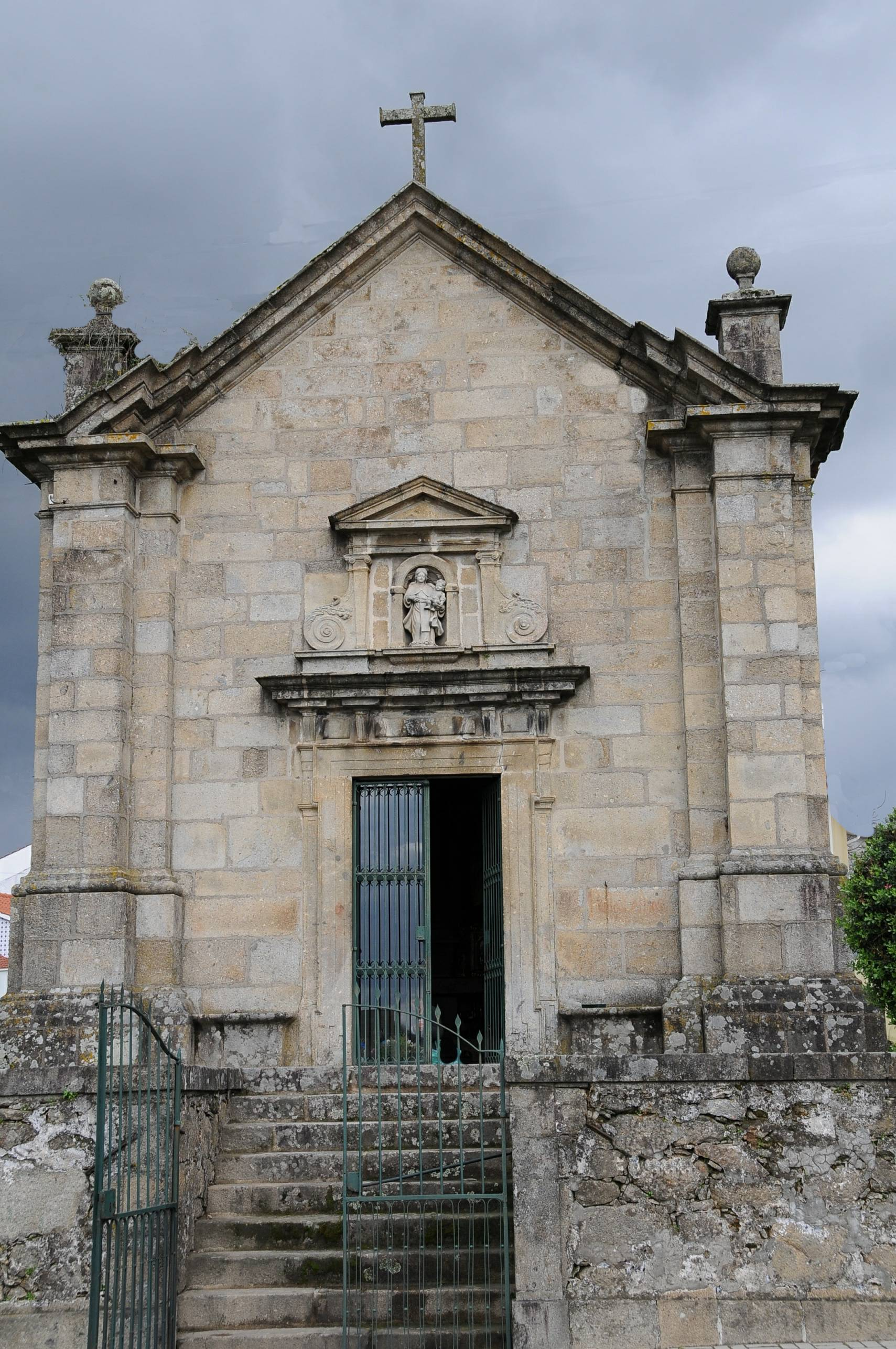
Capela de Nossa Senhora do Carmo

- Igreja de São Paio de Merelim: maior ponto de fé da povoação, onde a população se costuma reunir ao domingo para assistir à missa (a maioria dos habitantes de São Paio de Merelim praticam o Cristianismo);
- Capela de São Roque: onde se organizam eventos fúnebres. É uma imagem de marca na festa de São Roque;
- Capela de Nossa Senhora do Carmo
- Avenida de São Roque: a maior e mais movimentada rua de São Paio de Merelim.
- Rio Cávado e praia fluvial de Merelim S. Paio;
- Campo de jogos Gabriel Nunes Machado;

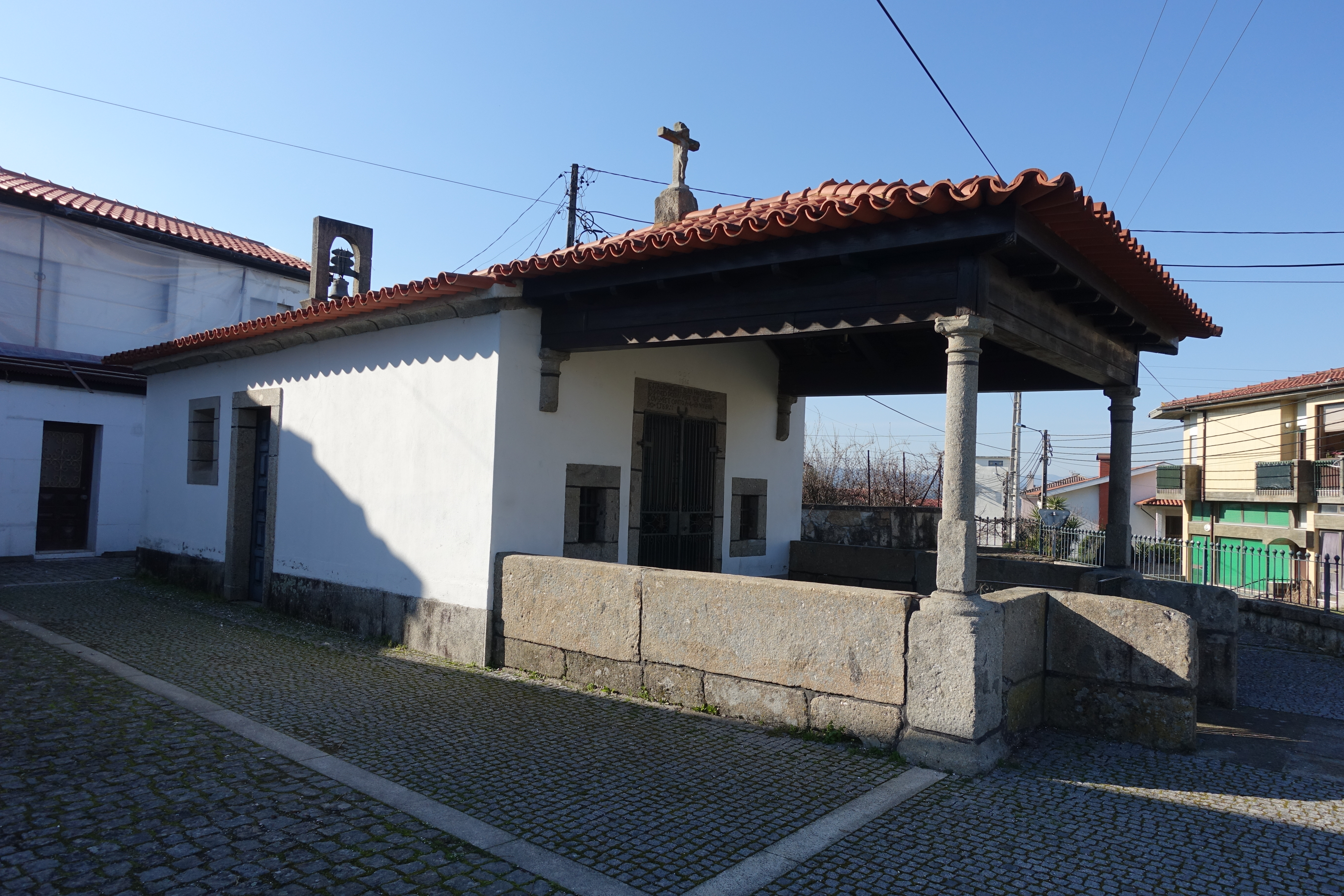
Capela de S. Roque

- Pavilhão Gimnodesportivo.

### O São Roque
A festa de São Roque é um acontecimento anual e uma tradição de São Paio de Merelim desde há muitos anos. Nestas alturas, chegam pessoas de Braga, mas também de todo o norte português e mesmo de Espanha. A festa costuma ser sempre presenteada com diversos carroceis, vendedores ambulantes, espectáculos instrumentais e ainda pela actuação de um ou mais cantores portugueses. Em 2017, a festa passou a ser realizada em meados do mês de Agosto, sendo assim colocada no dia em que se festeja o advogado da peste, São Roque, a 16 de Agosto.

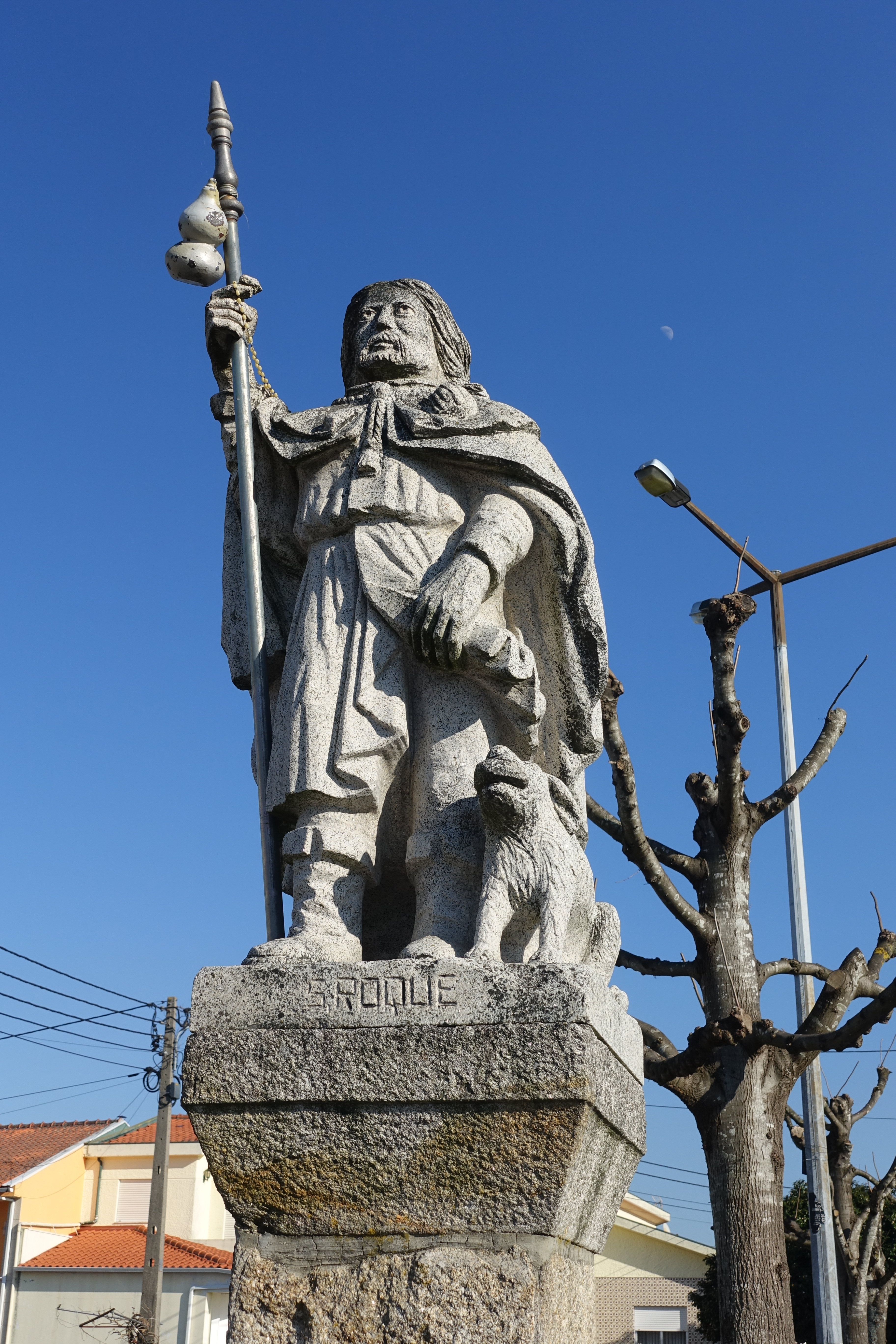
S. Roque - Merelim S. Paio

#### Presenças Famosas
Tão tradicional como a própria festa de São Roque é a presença de uma banda num espectáculo ao ar livre (a realizar-se no primeiro fim-de-semana de de Setembro). São Paio de Merelim já recebeu grandes bandas portuguesas como os Da Weasel, Delfins, GNR, Rui Veloso, Xutos & Pontapés, Heróis do Mar, UHF, Rádio Macau, Paulo Gonzo, Santos e Pecadores, Sitiados, Quinta do Bill, Alcoolémia, Pólo Norte ou Santamaria. Também já foi palco de um grande concerto de uma banda conhecida internacionalmente, os Gene Loves Jezebel. O recorde de bilheteira, contudo, deu-se em 2006, com a presença de Tony Carreira.

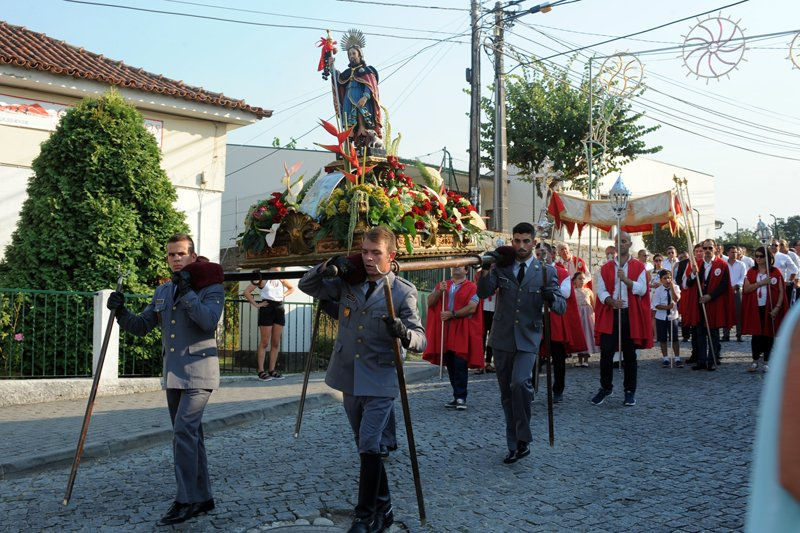
Procissão em honra de S. Roque

Em 2009 contou com a presença do Padre Luís Borga que mais uma vez encheu o largo de S. Roque. Em 2012 voltou a receber uma das grandes bandas portuguesas, os UHF.
Em 2017 voltou a atingir um ponto alto com cinco dias de festa com vários espectáculos musicais ao ar livre com a actuação de Augusto Canário, Mastiksoul, Quim Roscas e Zeca Estacionancio e o grupo português Expensive Soul.
Conta também com o já tradicional festival de folclore e actuação de bandas filarmónicas no último dia bem como os actos religiosos.
Nos anos de 2020 e 2021 não se realizou devido á pandemia de COVID-19.

## Desporto

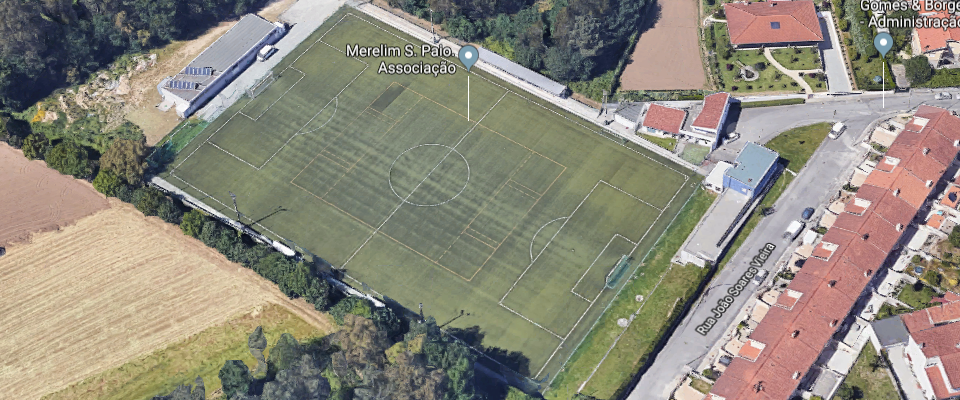
Campo de jogos Gabriel Nunes Machado - Merelim S. Paio

Praticam-se diversos desportos em Merelim São Paio, mas o desporto mais famoso é, como costume em todo o Portugal, o futebol. Existem na localidade vários clubes como o "Ferro Novo" e os "Lusitanos FC", mas apenas dois clubes de futebol licenciados: a Associação Merelim São Paio e o Bragalona Futebol Clube (clube que conta apenas com equipas de formação nos vários escalões masculinos e femininos).
Os clubes de Merelim S. Paio partilham o campo de jogos Gabriel Nunes Machado que dispõe de boas condições para a prática do futebol depois da remodelação e colocação de relvado sintético em 2009 e posteriormente em 2020.

## Resultados eleitorais

### Eleições autárquicas (Junta de Freguesia)
| Partido     | %    | M    | %    | M    | %    | M    | %    | M    | %    | M    | %    | M    | %    | M    | %    | M    | %    | M    | %    | M    | %    | M    | %     | M    |
| Partido     | 1976 | 1976 | 1979 | 1979 | 1982 | 1982 | 1985 | 1985 | 1989 | 1989 | 1993 | 1993 | 1997 | 1997 | 2001 | 2001 | 2005 | 2005 | 2009 | 2009 | 2013 | 2013 | 2017  | 2017 |
| ----------- | ---- | ---- | ---- | ---- | ---- | ---- | ---- | ---- | ---- | ---- | ---- | ---- | ---- | ---- | ---- | ---- | ---- | ---- | ---- | ---- | ---- | ---- | ----- | ---- |
| PPD/PSD     | 43,5 | 5    | 10,1 | 1    |      |      |      |      | 18,4 | 1    | 9,0  | 1    | 10,0 | 1    |      |      |      |      |      |      |      |      |       |      |
| IND         | 42,6 | 4    |      |      |      |      | 56,5 | 6    | 57,8 | 6    | 46,2 | 5    |      |      | 25,4 | 2    |      |      |      |      |      |      |       |      |
| IND         | 42,6 | 4    |      |      |      |      | 56,5 | 6    | 57,8 | 6    | 26,4 | 2    |      |      | 25,4 | 2    |      |      |      |      |      |      |       |      |
| APU/CDU     |      |      | 32,8 | 5    | 49,4 | 7    | 16,7 | 1    | 20,4 | 2    | 15,4 | 1    | 24,7 | 2    | 12,6 | 1    | 33,7 | 3    | 42,1 | 4    | 39,8 | 4    | 49,59 | 5    |
| PS          |      |      | 32,6 | 4    | 25,9 | 3    | 27,5 | 2    |      |      |      |      | 52,9 | 6    | 46,7 | 5    | 47,5 | 5    | 36,5 | 3    | 36,5 | 3    | 22,74 | 2    |
| CDS-PP      |      |      | 22,2 | 3    |      |      |      |      |      |      |      |      | 7,5  | -    |      |      |      |      |      |      |      |      |       |      |
| AD          |      |      |      |      | 22,1 | 3    |      |      |      |      |      |      |      |      |      |      |      |      |      |      |      |      |       |      |
| PSD-CDS-PPM |      |      |      |      |      |      |      |      |      |      |      |      |      |      | 10,8 | 1    | 14,9 | 1    | 18,4 | 2    | 18,5 | 2    | 21,88 | 2    |